# Osmani’s

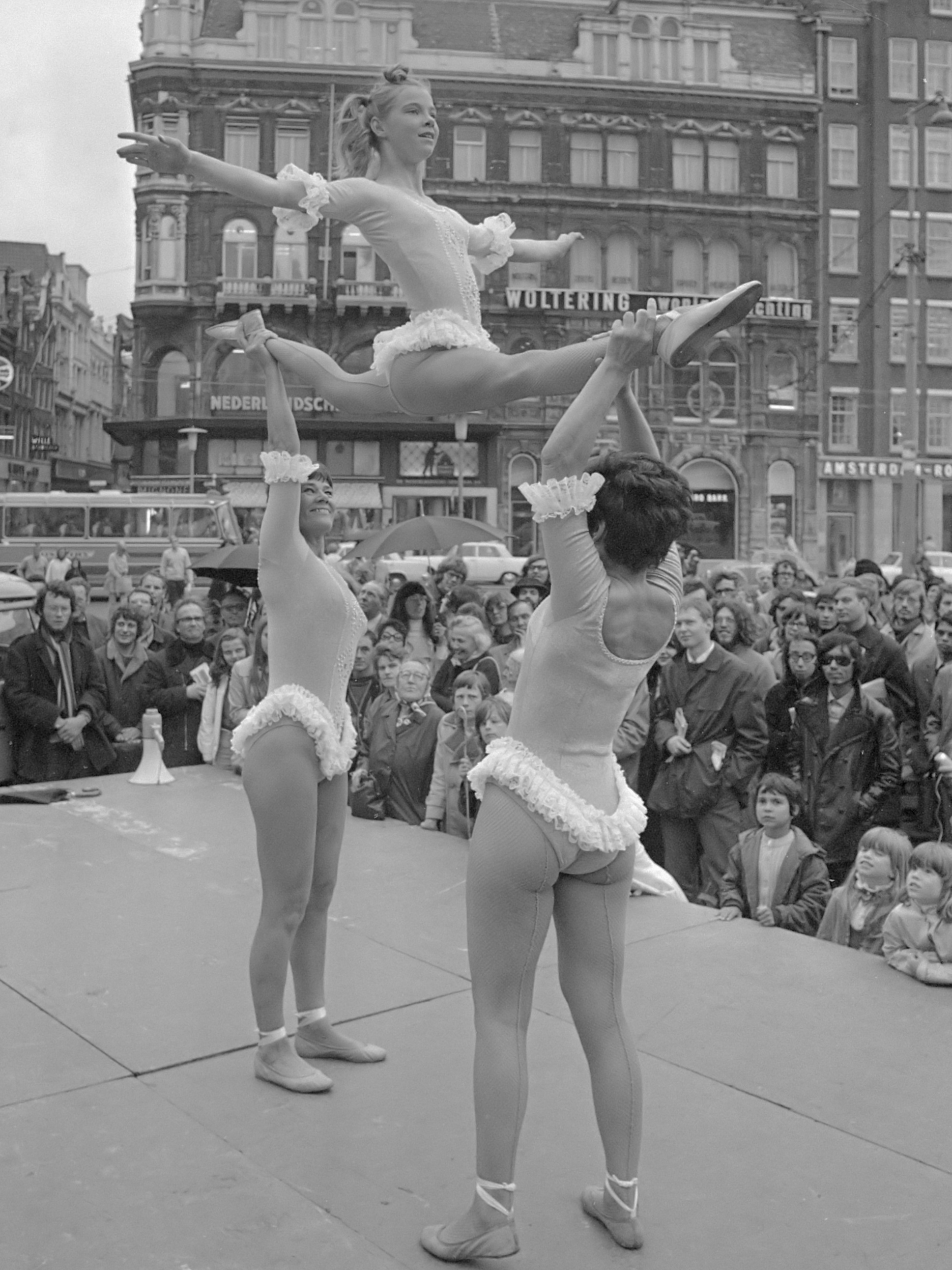
Osmani’s in Amsterdam (1971)

Die Osmani’s waren ein Akrobatikduo aus den Niederlanden, das weltweit auftrat. Unter diesem Namen arbeiteten Connie (* 1922) und Julia Osmani (* 1920) 36 Jahre lang als Artisten. Ab 1974 arbeiteten beide als Akrobatik-Trainer in ihrer Heimat.

## Gründung und erste Auftritte
Die Schwestern entstammten keiner Artistenfamilie. Die Mutter arbeitete in einem Internat, und der Vater war Diamantenhändler in Amsterdam. Connie und Julia besuchten eine Ballettschule, in der sie Jan, den späteren Ehemann Julias, kennenlernten. Mit ihm gründeten sie 1938 eine gemeinsame Gruppe, und die ersten Auftritte erfolgten in Vereinen und kleinen Theatern. Nach der Mobilmachung und dem Beginn des Zweiten Weltkriegs führten sie professionell Shows für Soldaten auf und gaben ihre bisherigen Berufe auf.

## Tourneen
Über Jans Agenten erhielten sie weltweite Engagements. Diese führten die Gruppe unter anderem nach Spanien, Kuba, Südafrika, Moskau und Südamerika.
In Südamerika musste die Gruppe eine Ersatzfrau für die schwangere Julia finden und ausbilden. Diese Akrobatin blieb sieben Jahre bei der Truppe. Julia gebar in dieser Zeit einen Sohn und eine Tochter, die beide in frühem Alter zu Artisten ausgebildet wurden. Mit 14 und 11 Jahren traten die Kinder der Gruppe bei.
Als Julias Sohn 18 Jahre alt wurde, sollte er zum Militärdienst eingezogen werden, obwohl er die Hauptperson in ihrer Gruppe war. Die Armee verzichtete auf ihn, weil die Truppe einen langfristigen Vertrag  beim irischen Familienunternehmen Circus Fosset vorweisen konnte. Die Arbeitsumstände waren schwierig, weil der Boden aus unbefestigten, schmutzigen Bohlen bestand. Die Osmani’s traten in selbstgemachten weißen Kostümen auf. Als wichtigste Nummer des Zirkus traten sie am Ende der Vorstellung auf.
Durch Vermittlung eines Agenten reisten die Osmani’s nach Hongkong und Thailand. In Hongkong erhielten sie vorübergehend keine Gage mehr, allerdings konnte ihr Agent das ausstehende Geld bis zu ihrer Ankunft in Thailand eintreiben.
Das zweite Mal in Südamerika traten sie eineinhalb Jahre lang in einer chinesischen Show auf. Als der Manager ihnen mitteilte, dass kein Geld mehr da sei, behielten die Osmani’s die Eintrittsgelder der restlichen fünf Tage. Anschließend erhielten sie für zwei Monate ein Engagement für Wochenendauftritte in einem Vergnügungspark.

## Zurück in Holland
Nach ihrer Heimkehr nahmen sie jeden sich bietenden Vertrag an. In den Niederlanden waren nur kurze und schlecht bezahlte Angebote zu bekommen. Bei ihren Aufenthalten in Holland traten sie unter anderem in einem Filmtheater vor dem Hauptfilm auf; so im Royal Theater (damals ein Varieté) und im City-Theater.
Im Alter von 52 und 54 Jahren reisten sie nach Ägypten. Erst später in ihrer Karriere konnten sie es sich leisten, sich ihre Auftritte auszusuchen.
Nach mehreren Jahren Pause begannen Connie und Julia 1974 damit, Artisten auszubilden.